# Vorbasse Marked
Vorbasse Marked i Vorbasse er et af Danmarks største markeder. Det første marked fandt sted i 1730. Det bliver afholdt en gang årligt. Der kommer ca. 250.000 besøgende, og der plejer at være 4-500 heste, ca. 650 kræmmere, over 200 smådyrshandlende, omrejsende tivolier, underholdningsprogram og landevejens farende svende.
På markedspladsen er rejst en mindesten for Professor Labri, der tit optrådte på markedet og gjorde Vorbasse landskendt med udtrykket Vorbasse Krigshavn.